# دهستان لیراوی جنوبی
لیراوی جنوبی، دهستانی است از توابع بخش امام حسن بندر دیلم در استان بوشهر ایران.

بلوک(منطقه) لیراوی جنوبی شامل بندر امام حسن(سینیز)، روستاهای حصار، لیلتین، بنه‌احمدان، گاودار، بوالفتح، چاه تلخ، شیرینک، قنات، مال‌سنان و مال میر ست.
مردم این منطقه لر لیراوی هستند به زبان لری با گویش لیراوی سخن می گویند.

## جمعیت
براساس سرشماری سال ۱۳۸۵ جمعیت آن ۱٬۷۶۳ نفر (۴۰۱ خانوار) بوده‌است.